# Fabio Biondi
Fabio Biondi (Palermo, 15 de marzo de 1961) es un violinista y director de orquesta italiano, especialista en música barroca, fundador y director de la orquesta de música barroca Europa Galante. 

## Biografía
Fabio Biondi empezó su carrera internacional a la edad de 12 años, con un concierto con la Orquesta Sinfònica de la RAI. A los 16 años interpretó los conciertos de violín de Johann Sebastian Bach en el Musikverein de Viena. Posteriormente, completada su formación musical, formó parte de varios conjuntos especializados en música antigua, como La Capella Reial de Catalunya, Musica Antiqua Wien, Il Seminario Musicale, La Chapelle Royale y Lés Musiciens du Louvre. En 1990, Biondi fundó el conjunto Europa Galante, formación musical especializada en la música barroca y que ha conseguido un gran prestigio y varios premios discográficos. Con su conjunto también ha realizado un importante trabajo musicológico, recuperando, entre otras, varios oratorios y óperas de Alessandro Scarlatti, óperas de Georg Friedrich Händel (cómo Poro, Re dell'Indie) y varios autores italianos del repertorio violinista del siglo XVII. 
En 2005, Biondi fue nombrado director artístico para la música barroca de la Stavanger Symphony Orchestra. Ha sido director invitado de numerosas orquestas, entre ellas la Orquesta Ciudad de Granada.

## Grabaciones
Entre las grabaciones de Biondi se incluyen Las cuatro estaciones y la ópera Bajazet, de Antonio Vivaldi, los Concerti grossi de Arcangelo Corelli, obras de Alessandro Scarlatti y de Georg Friedrich Händel, numerosas obras para violín de diversos autores del siglo XVIII (Vivaldi, Francesco Maria Veracini, Pietro Locatelli, Giuseppe Tartini) y sonatas de Johann Sebastian Bach, de Franz Schubert y de Robert Schumann. Biondi también actúa en dúos con teclado (piano, clave o fortepiano).

## Discografía
Álbumes como director de Europa Galante:
La discografía como director de Europa Galante puede verse en: Discografía de Europa Galante.
Álbumes en solitario:
- 1994 – Fabio Biondi. The Poet-Violinist. (Opus 111 OPS 30-95)
- 2016 – Telemann: 12 Fantasias For Solo Violin. (Glossa GCD 923406)

Álbumes con otros solistas:
- 1991 – Malipiero, Pizzetti, Respighi, Casella. Il violino della generazione dell'ottanta in Italia. Con Luigi Di Ilio. (Opus 111 OPS 44-9202)
- 1992 – Vivaldi: Suonate à Violino Solo, e Basso per il Cembalo. Manuscrit de Manchester. Tome I. Con Rinaldo Alessandrini, Maurizio Naddeo, Paolo Pandolfo y Rolf Lislevand. (Arcana A 4)
- 1992 – Vivaldi: Suonate à Violino Solo, e Basso per il Cembalo. Manuscrit de Manchester. Tome II. Con Rinaldo Alessandrini, Maurizio Naddeo, Paolo Pandolfo y Rolf Lislevand. (Arcana A 5) (Reeditado con el número 211 de la revista Classic Voice en 2016)
- 1992 – Giuseppe Tartini: Five sonatas for violin and basso continuo. Con Rinaldo Alessandrini, Maurizio Naddeo y Pascal Montheillet. (Opus 111 OPS 59-9205)
- 1992 – Jean-Marie Leclair: Premier Livre de Sonates A Violin Seul avec La Basse Continue 1723. Con Rinaldo Alessandrini, Maurizio Naddeo y Pascal Monteilhet. (Arcana A 39, Arcana A 361)
- 1993 – Robert & Clara Schumann: 2 Sonatas For Violin & Piano - 3 Romances Op. 22. Con Luigi Di Ilio. (Opus 111 OPS 30-77)
- 1995 – Veracini: Sonate accademiche a violino solo e basso. Junto con Rinaldo Alessandrini, Maurizio Naddeo y Pascal Monteilhet. (Opus 111 OPS 30-138)
- 1995 – Schubert: Sonatas for violin and fortepiano. Con Olga Tverskaya. (Opus 111 OPS 30-126)
- 1996 – J. S. Bach: Sonaten für Violine und Cembalo BWV 1014-1019. Con Rinaldo Alessandrini. (Opus 111 OPS 30-127/128)
- 1997 – Mozart: Violin Sonatas KV 306, 380, 454. Con Olga Tverskaya. (Opus 111 – OPS 30-216)
- 1999 – Telemann: Triosonatas for recorder, violin & b.c.. Con Tripla Concordia, Lorenzo Cavasanti, Caroline Boersma y Sergio Ciomei. (Philarmonia PH9A001, Stradivarius STR 33685)
- 2018 – Paganini: Sonatas for violin and guitar. Con Giangiacomo Pinardi. (Glossa GCD 923410)
- 2018 – The 1690 'Tuscan' Stradivari. Violin sonatas in 18th-century Italy. Con Antonio Fantinuoli, Giangiacomo Pinardi y Paola Poncet. (Glossa GCD 923412)

Álbumes con otros grupos y orquestas:
- 1986 – Cantate Italiane e Sonate. Con Il Seminario Musicale dirigido por Gérard Lesne. (Adda CD 581053, Accord 464 234-2)
- 1991 – J. S. Bach: Les Six Concerts Brandebourgeois (BWV 1046-1051). Con Le Concert des Nations, La Capella Reial de Catalunya dirigidos por Jordi Savall. (Astrée Auvidis E 8737, Astrée Naïve ES 9948, Alia Vox AVSA 9871 A+B, Alia Vox Heritage AVSA 9871 A+B)
- 1992 – Vivaldi: Salve Regina. Con Il Seminario Musicale dirigido por Gérard Lesne. (Virgin Classics 0 777 7 59232 2 3)
- 2011 – Ann Hallenberg. Arias for Marietta Marcolini. Rossini's first muse. Con Stavanger Symphony Orchestra. (Naïve V 5309)
- 2011 – Händel: Jephtha. Fabio Biondi dirige al Collegium Vocale Gent y a la Stavanger Symphony Orchestra. Con James Gilchrist, Mona Julsrud, Elisabeth Jansson, Håvard Stensvold, Marrianne B. Kielland y Elisabeth Rapp. (BIS BIS-CD-1864)
- 2018 – Francesco Feo: San Francesco di Sales. Oratorio, Bologna. 1734. Fabio Biondi dirige a la Stuttgarter Kammerorchester. Con Monica Piccinini, Roberta Mameli, Delphine Galou y Luca Tittoto. (Glossa GCD 923409)

Álbumes recopilatorios:
- 1996 – Viva Fabio Biondi!. Incluye piezas con su grupo Europa Galante. (Opus 111 OPS 1002)
- 2008 – Telemann: Trio Sonatas for Violin, Flute & B.C. Trio Sonatas for Oboe, Recorder & B.C. (Complete). (Brilliant Classics 93873). Es una caja con 2 CD ya publicados, el primero de los cuales es:
  - 1999 – Telemann: Triosonatas for recorder, violin & b.c.